# Картушин (село)
Картушин — село в Стародубском муниципальном округе Брянской области.

## География
Находится в южной части Брянской области на расстоянии приблизительно 7 км на юг по прямой от районного центра города Стародуб.

## История
Упоминалось с первой половины XVII века как владение шляхтича Меленевского, позднее магистратское село, с 1680-х годов отдано на управление стародубским полковникам, с конца XVIII века во владении Завадовских. Церковь Рождества Богородицы упоминалась с начала XVIII века (не сохранилась). В XVII—XVIII веках село входило в 1-ю полковую сотню Стародубского полка. В середине XX века работали колхозы «Красный маяк», «Аврора», «Север». В 1859 году здесь (село Стародубского уезда Черниговской губернии) было учтено 85 дворов, в 1892—162. До 2019 года входило в состав Занковского сельского поселения, с 2019 по 2020 в состав Понуровского сельского поселения Стародубского района до их упразднения.

## Население
Численность населения: 934 человека (1859 год), 883 (1892), 336 человек в 2002 году (русские 99 %), 308 в 2010.